# カーゴス DE ラララ in はいさい市
カーゴス DE ラララ in はいさい市(かーごす で ららら いん はいさいいち)は，RBC iラジオで土曜の夜に放送されていたバラエティ番組。

## 概要
- MUSIC SHOWER Plus+ から飛び出したスピンオフ番組として2013年1月より放送開始。同年3月30日をもって一旦終了した後、5月4日から1時間番組に拡大して1年間放送（2014年3月29日放送分をもって終了）。新聞のラジオ欄では「マミマリのラララ」と表記されていた。
- ゆいレール牧志駅隣にある「カーゴス（さいおんスクエア内）」から公開生放送していた。
- 番組開始当初は動画共有サービス「Ustream（ユーストリーム）」を介した実際の放送も見ることができたが、放送再開後は配信を休止している。
- 公開生放送がない日は、Ustreamによる配信は行われず、本社スタジオにて収録放送を行なっていた。

## 出演者

### メインパーソナリティ(MC)
- Marmy（現・安次富万那美）（マーミー）
- 櫻井真理（現・くだかまり）（マリリン or マリッペ or マサオ）

以上の2人が「電波妖精（マミマリ）」として番組を盛り上げていた。魅川憲一郎も「電波妖怪」としてのゲスト出演も果たした。

## 内容
ゲスト出演によるミニライブ（公開生放送）
毎月2回・隔週土曜日に限り、「カーゴス（さいおんスクエア内）」特設ステージにて生ライブを実施。
公開生放送の1時間半前には、出演ゲストの他に「電波妖精マミマリ」によるミニライブも行われた。
（※2013年5月以降の番組再開当初は原則、第2・第4土曜日に生ライブを実施していた）
マミマリのオバァ劇場
台本無しで演じるミニコーナー。
オバァキャラ「東風平ウシ」役を演じるMarmyと「前兼久るり子」役を演じる、くだかまりが登場する。
収録放送に限り、隔月2回放送。
マリリン先生の萌え萌えキーワード解説
2013年6月29日放送分からスタート。
「歩く百科事典」と称するマリリン先生が、あらゆるキーワード・略語を解りやすく解説。
はいさい市LALALAランキング
カーゴス内の各入居店舗で売られている、売れ筋スイーツやグッズ、書籍、花などの人気商品をランキング形式で紹介。
CARGOS information
カーゴスで開催されているイベント情報や、入居店舗からのお得情報などを紹介。
PlayBack はいさい市
公開生放送でのミニライブの模様をダイジェスト版で放送。
ミュージックカクテル
「恥ずかしかった思い出・悲しい思い出、楽しい思い出、幸せな思い出」など･･･。
マミマリがミュージックバーテンダーとして、リスナーからの思い出深い投稿にピッタリな曲をプレゼントするコーナー。
賀数仁然のカーゴスDEダァ!ダァ!!ダァ!!!
カワイイ女子に沖縄の歴史を教えて回っている賀数仁然さんがイキイキとお送りするミニコーナー。
収録放送に限り、月2回放送。（放送期間は 2013年11月16日～2014年2月15日）
ラジオドラマ(2013年1月～3月末まで)

## ゲスト

### 2013年
- 1月26日[1]：魅川憲一郎、7!!、TWIN-CROSS
- 2月2日：ポニーテールリボンズ
- 3月2日：きいやま商店
- 3月16日[1]：green note coaster、魅川憲一郎、Asian 4 Front、カチンバクアトロ（カチンバ1551）
- 3月30日：狩俣倫太郎（RBCアナウンサー）
- 5月4日：TWIN-CROSS
- 5月25日：Glean Piece、魅川憲一郎
- 5月26日[1]：ディアマンテス、カチンバ5（カチンバ1551）、麻乃、宜保和也、EXPG（イーエックスピージー）の生徒によるダンス
- 6月8日：安富祖貴子、BREATHE
- 6月22日：jimama、natchy
- 7月13日：あゆむ（モデル。くだかまりの代役MC）、ユーフォニウム奏者の鈴木孝一郎、ジョニー宜野湾＆WALEWALE
- 7月27日：キングジャムセッション、知念だしんいちろう、ニッキー、ドラゴンエマニエル
- 8月3日：サリー（民謡歌手。くだかまりの代役MC）、神谷千尋、サンサナー
- 8月18日[2]：片野達朗（RBCアナウンサー。Marmyの代役MC）、PANG、Glean Piece、キングジャムセッション、ノーブレーキ、リップサービス
- 8月24日：manami、宮城姉妹
- 9月7日：green note coaster、高澤綾
- 9月28日：安富祖貴子（JAZZ歌手）、ARIA（ヴァイオリニスト）
- 10月12日：前田ロマーシア（くだかまりの代役MC）、Lacorde（ラコルド）、Suzu（スズ）
- 10月14日[3]：宮城姉妹、漢那邦洋、Suzu（スズ）、初恋クロマニヨン
- 10月26日：知念だしんいちろう（くだかまりの代役MC）、堀内加奈子、伊禮俊一
- 11月9日：しゃかり、山川まゆみと島うた少女テン
- 11月23日：ポニーテールリボンズ、我如古ファン倶楽部
- 12月7日：砂川恵理歌、アイモコ
- 12月28日：川畑アキラ、比屋定篤子

### 2014年
- 1月4日：魅川憲一郎（電波妖怪）、しじみ（モノマネ芸人）
- 1月25日：木管五重奏団アンサンブル琉音（ルネ）、勢理客オーケストラ
- 2月8日：国吉亮、金川哲也、Sala-Saji
- 2月22日：TWIN-CROSS、5th Elements
- 3月1日：古謝美佐子、よなは徹
- 3月8日：D-51、マリア・サンチェス、Marmy

## 関連番組
- MUSIC SHOWER Plus+  （ RBC iラジオ）